# History (album)
History is een muziekalbum van de Nederlandse pagan-folkband Omnia, dat in 2007 uitkwam.
Het is een Amerikaans samplealbum, en een verzamelalbum dat speciaal voor verkoop in de Verenigde Staten gemaakt en geremasterd werd.

## Nummers
1. The Well
2. The Wylde Hunt
3. Wytches' Brew
4. Tine Bealtaine
5. Etrezomp-ni Kelted